# モスクワ中山大学
モスクワ中山大学（モスクワちゅうざんだいがく）、正式名称:中国労動者孫逸仙大学、1928年以降は中国労動者孫逸仙共産主義大学は、1925年秋、ソビエト連邦と中国共産党がモスクワに設立した大学。所在地はモスクワ、ヴォルホンカ通り16番地（Volkhonka）。
1923年1月26日、上海における孫文とソビエト連邦代表アドリフ・ヨッフェの共同声明は中国統一運動に対するソビエト連邦の支援を誓約した。孫文・ヨッフェ宣言は、コミンテルン、中国国民党および中国共産党の連携の布告であった。
孫文は、それまで中国国民党が志向していた秘密結社と軍閥に頼ることでは中国に共和国建設ができないと判断し、中国国民党はより多くの中国人革命家を訓練する必要があると考えた。ソビエト連邦と中国共産党は、この問題を重要視し、1925年にモスクワ中山大学を設立した。

## 設立
大学は東方勤労者共産大学から約100名の中国人学生が在籍していた中国部門を分けることで設立された。大学名は孫文の中国革命への貢献に対して敬意を払い、その号である中山を冠して命名された（字の逸仙を取って孫逸仙大学とも呼ばれた）。中国国民党員のみならず、多くの中国共産党員も入学し、第一次国共合作による中国革命の政治理論を骨格に教育を行なった特殊学校である。
ソビエト連邦から中国に送られ、孫文の主要な顧問となっていたミハイル・ボロディンが最初の留学生の登録を指示した。この留学生は中国共産党員と中国国民党員から選出されたエリートだった。大学の主な役割は、幹部に対するボリシェヴィキの資格としての大衆運動の訓練とともにマルクス主義とレーニン主義で学生を教育することであった。

## 講義内容
大部分の教授陣は、ソビエト連邦出身だった。その中には大学の初代学長であったカール・ラデックのような古いボリシェヴィキがいた。学生は異なる社会階級の出身であり、その経歴も違っていた。他が共産主義運動に関する多くの経験以外にはほとんど教育を受けていない中、ある者たちは有名な共産主義革命家または学者だった。大学は、彼らの教育と経験によってこれらの学生を異なるクラスに分けた。
大学で与えられるコースは、マルクス主義とレーニン主義の基本的な理論に集中した。学生は理論的で実践的な軍の指揮とともに動員とプロパガンダの手法を学んだ。
コースに加えて、国際的な共産主義運動と中国革命に関する定期的なプレゼンテーションが、コミンテルン、ソビエト連邦、中国共産党の著名な人物によってなされた。その中にはヨシフ・スターリン、レフ・トロツキー、張国燾、向忠発がいた。
教科課程が2年続いただけだったが、大学はそこで学んだものに大きな影響を与えた。

## 歴代校長
- 第一代：カール・ラデック （1925年-1927年）
- 第二代：パーベル・ミフ（1927年-1929年）
- 第三代：ウラジーミル・ヴェーガー（ロシア語版）（1929-1930年）

## 大学の閉鎖
1927年4月の上海クーデターによって第一次国共合作は事実上崩壊。7月13日、中国共産党は対時局宣言を発し第一次国共合作の終了を宣言、国共内戦に突入した。7月26日、国民党中央執行委員会は声明を発表し、モスクワ中山大学との関係を一切断ち、同時に党内及び行政組織に対しモスクワに留学生を派遣することを厳禁した。このためモスクワ中山大学は1930年夏に解散され、僅か5年という短い期間でその歴史に幕を下ろした。

## 影響
中国現代史に大きな影響力を残し、国民党では蔣介石の子でのちに総統となる蔣経国、世界的な反共主義運動の指導者となる谷正綱、馮玉祥の子の馮洪国、馮弗能、馮弗伐、邵力子の子の邵志剛、葉楚傖の子の葉楠、于右任の子の于秀芝などが、共産党では中国人民解放軍建軍の父の朱徳、中国の事実上の最高指導者となった鄧小平、楊尚昆、廖承志、烏蘭夫、葉剣英、董必武、林伯渠、徐特立、何叔衡、趙世炎、陳延年、王若飛、楊之華、楊子烈、施静宜などが学んだ。